# Salahuddin Quader Chowdhury
Pour les articles homonymes, voir Chowdhury.
Salahuddin Quader Chowdhury (13 mars 1949 - 22 novembre 2015) était un homme politique bangladais, ministre et membre à six reprises du Jatiya Sangsad et membre du comité permanent du Parti nationaliste du Bangladesh (BNP), qui a été conseiller des affaires parlementaires de la Première ministre Khaleda Zia de 2001 à 2006. Le 1er octobre 2013, il a été reconnu coupable de 9 des 23 chefs d'accusation et condamné à mort par le Tribunal pénal international du Bangladesh pour des crimes commis pendant la guerre d'indépendance du Bangladesh en 1971. Il a été mis à mort par pendaison à Dacca le 22 novembre 2015.

## Jeunesse
Chowdhury est né le 13 mars 1949 dans le village de Gahira. Il est issu d'une famille politique de l'upazila de Raozan, dans l'ancien Pakistan oriental. Son père, Fazlul Quader Chowdhury (en), était président de l'Assemblée nationale pakistanaise et président par intérim du Pakistan de temps à autre avant l'indépendance du Bangladesh. Il était l'aîné de ses six frères et sœurs. Il a fait ses études à l'internat de la Sadiq Public School à Bahawalpur, au Pakistan.

## Carrière politique
Chowdhury était membre du Parlement du Bangladesh,. Il était membre du comité permanent du Parti nationaliste du Bangladesh (BNP).
Chowdhury a été député pendant sept mandats, représentant généralement Rangunia et/ou Boalkhali, en commençant par la circonscription Chittagong-7 en 1979. Il a été élu pour Chittagong-6 en 1986 et 1991. Il est à nouveau élu pour Chittagong-7 en 1996, et réélu en 2001. Son dernier mandat, auquel il a été élu en 2008, concernait Chittagong-2.

## Tribunal des crimes
Chowdhury a été arrêté en 2011 dans sa maison sécurisée de Dhanmondi et interrogé par la branche spéciale de la police, où il aurait été torturé. Le procès pour son implication dans le génocide du Bangladesh en 1971 devait commencer en août 2011.

### Accusations de crimes de guerre
Parmi les charges retenues contre Chowdhury devant le Tribunal pénal international, on peut citer, :
1. Enlèvement de sept membres de la minorité hindoue et meurtre de six d'entre eux les 4 et 5 avril 1971[13].
2. Accompagnement de l'armée pakistanaise au moment du meurtre de Maddhya Gohira Hindu Parha à Raozan le 13 avril 1971[14].
3. Meurtre du propriétaire et travailleur social de Kundeshwari Oushadhalaya, Nutan Chandra Singha (en), le 13 avril 1971. Son fils a témoigné au procès[15].
4. Accompagnement de l'armée pakistanaise dans le meurtre de 32 personnes, l'incendie criminel, le pillage et le viol[13].
5. Complicité dans le meurtre de Satish Chandra Palit le 14 avril, l'incendie de sa maison et la déportation de sa famille. Le fils de Satish a témoigné au tribunal contre Salahuddin Quader[16].
6. Attaque combinée avec l'armée pakistanaise contre le village de Shakhapura, peuplé d'Hindous, à Boalkhali, tuant 76 personnes[12].

### Jugement
Au cours du procès de Chowdhury, l'accusation a cité 41 témoins à comparaître, tandis que quatre ont été cités pour sa défense. Commentant le procès, l'ancien ambassadeur itinérant des États-Unis pour les questions relatives aux crimes de guerre, Stephen Rapp, a déclaré qu'il était « inquiétant » que des restrictions soient imposées aux témoignages de la défense. Les déclarations sous serment indiquant que Chowdhury se trouvait au Pakistan et étudiait le droit à l'université du Punjab au moment des crimes n'ont pas été prises en compte,. Le témoignage de la défense d'un ancien premier ministre du Pakistan et d'un ancien ambassadeur américain n'a pas été autorisé par la cour.

### Condamnation
Le 1er octobre 2013, le Tribunal pénal international du Bangladesh a condamné Chowdhury à la mort par pendaison pour neuf des 23 chefs d'accusation retenus contre lui. Son parti, le BNP, a fait valoir que le procès était motivé par des raisons politiques. Le 18 novembre 2015, la Cour suprême du Bangladesh a rejeté l'appel de Chowdhury, confirmant la condamnation à mort,. Selon les responsables de la prison, Chowdhury a demandé la clémence dans une pétition adressée au président du Bangladesh, mais son appel a été rejeté,.

### Exécution
Le 22 novembre 2015, à 12 h 45 du matin, Chowdhury a été exécuté par pendaison à la prison centrale de Dacca. Un autre condamné, Ali Ahsan Mohammad Mojaheed (en), a également été exécuté à peu près au même moment,, Le ministre du Droit, Anisul Huq, a affirmé que Chowdhury et Mojaheed avaient déposé un recours en grâce, ce que la famille de Chowdhury a démenti. Chowdhury a été enterré dans son village natal à Raozan, Chittagong, le 22 novembre 2015.

## Vie privée
Chowdhury était marié à Farhat Quader Chowdhury. Ils ont notamment pour enfants Farzin, Hummam et Fazlul,,. En août 2016, Human Rights Watch et Amnesty International ont affirmé qu'Hummam avait été arrêté le 4 août 2016 et avait disparu. Selon Amnesty, de multiples sources crédibles le placent au quartier général du Bataillon d'action rapide (RAB) à Dacca le 12 août, mais les autorités ont nié l'avoir en détention. Hummam est rentré chez lui en mars 2017.
Le frère de Chowdhury, Giasuddin Quader Chowdhury (en), était un député du Parti nationaliste du Bangladesh. Les deux autres frères étaient Saifuddin et Jamaluddin. Les frères industriels Salman F Rahman (en) et Sohel Rahman étaient leurs cousins. Le 3 janvier 2005, il a rencontré Sheikh Hasina et l'a invitée au mariage de son fils, Fazlul.